# Familie Nehru-Gandhi

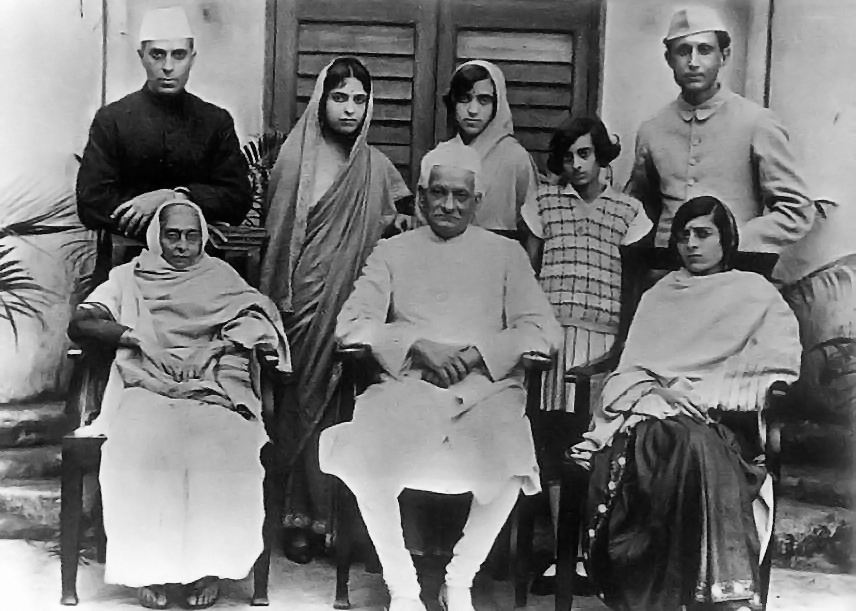
Familie Nehru

De familie Nehru-Gandhi of Nehru-Feroze-Gandhi is een Indiase politieke familie die een dominante rol hebben gespeeld in de Congrespartij (ook bekend als Indian National Congress en INC) van India. Sinds de onafhankelijkheid van India zijn ze aanwezig geweest in de politiek van India. De familie is niet gerelateerd aan die van Mahatma Gandhi.
Drie leden van de familie (Pandit Jawaharlal Nehru, zijn dochter Indira Gandhi en haar zoon Rajiv Gandhi) zijn minister-president van India geweest. Indira en Rajiv Gandhi zijn beiden vermoord. De weduwe van Rajiv, Sonia Gandhi, is op dit moment president van de Indiase Congrespartij. De zoon van Sonia en Rajiv, Rahul Gandhi, is het jongste lid van de familie die ook politiek bedrijft. Rahul won een zetel in het lagerhuis (Lok Sabha) van het parlement van India in 2004; hij is herkozen in 2009.

## Oorsprong van de familie
Jawaharlal Nehru (1889-1964) is geboren in Allahabad in de deelstaat Uttar Pradesh. Dat was ook het kiesdistrict die hij vertegenwoordigde in het Parlement van India. Zijn dochter Indira en zijn kleinkinderen Rajiv en Sanjah Gandhi zijn opgegroeid in Allahabad.
De vader van Jawaharlar, Motital Nehru (1861-1931), was een vooraanstaand advocaat en activist in de Indiase Vrijheidsbeweging. Motital is opgevolgd door zijn zoon als president van de Congrespartij in 1929. Jawaharlar werd een van de meest prominente leiders van India. Hij werkte nauw samen met de leider van de vrijheidsbeweging, Mahatma Gandhi.

## 1947-1991
India werd onafhankelijk in 1947 en Jawaharlal Nehru werd minister-president. Deze functie bekleedde hij tot aan zijn dood in 1964. Zijn zus, Vijaya Lakshmi Pandit (1900-1990), was ook een prominente politicus. Zij was diplomaat en ambassadeur in de Sovjet-Unie, Hoge Commissaris in het Verenigd Koninkrijk en later als voorzitter van de Algemene Vergadering van de Verenigde Naties.
Na de dood van Jawaharlar Nehru, werd Lal Bahadur Shastri minister-president totdat ook hij overleed in 1966. In de tussenperiode trad Gulzarilal Nanda op als interim-minister-president.
Na de dood van Lal Bahudaur Shastri, werd Indira Gandhi (1917-84) minister-president van India. Ze heeft deze functie bekleed tot de verkiezingen van 1977. Tijdens haar minister-presidentschap kreeg haar zoon Sanjay Gandhi (1946-80) grote politieke invloed en misbruikte de macht die hij had. Dit was een van de redenen dat Indira Gandhi de verkiezingen van 1977 had verloren. Sanjay overleed in een vliegtuigongeluk in 1980. Zijn weduwe Maneka raakte gebrouilleerd met haar schoonfamilie. Zij werd later parlementslid en minister voor de Bharatiya Janata-partij. Varun, de zoon die zij samen met Sanjay kreeg, kwam voor die partij ook in het parlement.
Indira Gandhi kwam weer aan de macht in 1980 en bekleedde de functie tot aan haar dood in 1984. In de provincie van Punjab was het onrustig en de Sikh afscheidingsbeweging zorgde voor veel onrust aan de grens met Pakistan. Indira Gandhi beval een inval in de heilige Gouden Tempel van de Sikh in Amritsar. Een aantal jaar later, in 1984, werd ze vermoord door haar eigen Sikh lijfwacht.
Ze werd opgevolgd door haar oudste zoon, Rajiv Gandhi (1944-91), die niets van de politiek wilde weten, maar overtuigd werd door de Congrespartij. Hij werd verslagen in de verkiezingen van 1989. In 1991, tijdens een campagnetoer werd hij vermoord door een zelfmoordactie, die gelinkt werd aan de Tamiltijgers (voluit: de Bevrijdingstijgers van Tamil Eelam (Liberation Tigers of Tamil Eelam (LTTE)). Zijn vrouw Sonia Gandhi en twee kinderen, Rahul en Priyanka, overleefden hem.

## Opkomst van Sonia Gandhi
Na de dood van Rajiv wilde Sonia niets te maken hebben met de politiek van India. Toch wilde de Congrespartij een lid van de familie Nehru-Gandhi als leider van de partij. Sonia Gandhi was uiteindelijk overgehaald om weer actief te worden, en al gauw werd ze het middelpunt van de partij. Tijdens de verkiezingen van 2004, was Sonia naar voren geschoven als een kandidaat voor het minister-presidentschap, maar zij wees het minister-presidentschap af. Dr. Manmohan Singh werd minister-president. Tijdens dezelfde verkiezingen werd Rahul Gandhi voor het eerst in het Parlement gekozen en vertegenwoordigt hij nu de vierde generatie van de familie.